# European Bowl 2013 (korfbal)
De European Bowl 2013 was het kwalificatietoernooi voor het Europees kampioenschap korfbal 2014. Het was de 4e (en tevens laatste) editie van de European Bowl. Hierna zouden meer landenteams meedoen aan de Europese Kampioenschappen.
De editie van 2013 werd opgesplitst in twee divisies: Centraal-Europa, gehouden in Prievidza (Slowakije) en West-Europa, gehouden in Papendrecht (Nederland). De drie beste teams van elke afdeling kwalificeerden zich voor het Europees Kampioenschap samen met de 10 hoogst genoteerde teams op de Europese ranglijst.

## Deelnemers
Het totale deelnemersveld van de European Bowl 2013 bestond uit:
- Slowakije (gastland 1)
- Schotland
- Zweden
- Servië
- Wales
- Frankrijk
- Turkije
- Roemenië
- Ierland
- Griekenland

## Centraal-Europa

### Poule A
| Team      | Wed | Win | Gel | Ver | DV | DT | +/- | Pnt | Legenda                                                 |
| --------- | --- | --- | --- | --- | -- | -- | --- | --- | ------------------------------------------------------- |
| Slowakije | 3   | 3   | 0   | 0   | 68 | 43 | +25 | 6   | Gekwalificeerd voor Europees kampioenschap korfbal 2014 |
| Servië    | 3   | 2   | 0   | 1   | 66 | 45 | +21 | 4   | Gekwalificeerd voor Europees kampioenschap korfbal 2014 |
| Schotland | 3   | 1   | 0   | 2   | 44 | 59 | -15 | 2   | Gekwalificeerd voor Europees kampioenschap korfbal 2014 |
| Zweden    | 3   | 0   | 0   | 3   | 42 | 73 | -31 | 0   | Niet gekwalificeerd                                     |

| Datum  | Lokale tijd | Plaats                | Land      | Score   | Land      |
| ------ | ----------- | --------------------- | --------- | ------- | --------- |
| 8 jun. |             | Prievidza (Slowakije) | Zweden    | 11 - 25 | Schotland |
| 8 jun. |             | Prievidza (Slowakije) | Slowakije | 23 - 15 | Servië    |
| 8 jun. |             | Prievidza (Slowakije) | Servië    | 28 - 13 | Zweden    |
| 8 jun. |             | Prievidza (Slowakije) | Slowakije | 25 - 10 | Schotland |
| 9 jun. |             | Prievidza (Slowakije) | Schotland | 9 - 23  | Servië    |
| 9 jun. |             | Prievidza (Slowakije) | Slowakije | 20 - 18 | Zweden    |

## West-Europa

### Poule A
| Team      | Wed | Win | Gel | Ver | DV | DT | +/- | Pnt |
| --------- | --- | --- | --- | --- | -- | -- | --- | --- |
| Wales     | 2   | 2   | 0   | 0   | 25 | 19 | +6  | 4   |
| Frankrijk | 2   | 1   | 0   | 1   | 22 | 18 | +4  | 2   |
| Roemenië  | 2   | 0   | 0   | 2   | 16 | 26 | -10 | 0   |

| Datum   | Lokale tijd | Plaats                  | Land      | Score   | Land      |
| ------- | ----------- | ----------------------- | --------- | ------- | --------- |
| 18 okt. |             | Papendrecht (Nederland) | Wales     | 11 - 10 | Frankrijk |
| 18 okt. |             | Papendrecht (Nederland) | Roemenië  | 9 - 14  | Wales     |
| 18 okt. |             | Papendrecht (Nederland) | Frankrijk | 12 - 7  | Roemenië  |

### Poule B
| Team        | Wed | Win | Gel | Ver | DV | DT | +/- | Pnt |
| ----------- | --- | --- | --- | --- | -- | -- | --- | --- |
| Turkije     | 2   | 2   | 0   | 0   | 24 | 12 | +12 | 4   |
| Ierland     | 2   | 1   | 0   | 1   | 24 | 19 | +5  | 2   |
| Griekenland | 2   | 0   | 0   | 2   | 8  | 25 | -17 | 0   |

| Datum   | Lokale tijd | Plaats                  | Land        | Score  | Land        |
| ------- | ----------- | ----------------------- | ----------- | ------ | ----------- |
| 18 okt. |             | Papendrecht (Nederland) | Ierland     | 15 - 5 | Griekenland |
| 18 okt. |             | Papendrecht (Nederland) | Turkije     | 14 - 9 | Ierland     |
| 18 okt. |             | Papendrecht (Nederland) | Griekenland | 3 - 10 | Turkije     |

### (Halve) finales
| Datum   | Lokale tijd | Plaats                  | Land    | Score  | Land      | Voor plek |
| ------- | ----------- | ----------------------- | ------- | ------ | --------- | --------- |
| 19 okt. |             | Papendrecht (Nederland) | Wales   | 8 - 7  | Ierland   | 1 t/m 4   |
| 19 okt. |             | Papendrecht (Nederland) | Turkije | 12 - 6 | Frankrijk | 1 t/m 4   |

| Datum   | Lokale tijd | Plaats                  | Land     | Score   | Land        | Voor plek |
| ------- | ----------- | ----------------------- | -------- | ------- | ----------- | --------- |
| 19 okt. |             | Papendrecht (Nederland) | Roemenië | 13 - 10 | Griekenland | 5 en 6    |
| 19 okt. |             | Papendrecht (Nederland) | Ierland  | 15 - 14 | Frankrijk   | 3 en 4    |
| 19 okt. |             | Papendrecht (Nederland) | Wales    | 4 - 7   | Turkije     | 1 en 2    |

| Team        | Wed | Win | Gel | Ver | DV | DT | +/- | Pnt | Legenda                                                 |
| ----------- | --- | --- | --- | --- | -- | -- | --- | --- | ------------------------------------------------------- |
| Turkije     | 4   | 4   | 0   | 0   | 43 | 22 | +21 | 8   | Gekwalificeerd voor Europees kampioenschap korfbal 2014 |
| Wales       | 4   | 3   | 0   | 1   | 37 | 33 | +4  | 6   | Gekwalificeerd voor Europees kampioenschap korfbal 2014 |
| Ierland     | 4   | 2   | 0   | 2   | 46 | 41 | +5  | 4   | Gekwalificeerd voor Europees kampioenschap korfbal 2014 |
| Frankrijk   | 4   | 1   | 0   | 3   | 42 | 45 | -3  | 0   | Niet gekwalificeerd                                     |
| Roemenië    | 3   | 1   | 0   | 2   | 29 | 36 | -7  | 0   | Niet gekwalificeerd                                     |
| Griekenland | 3   | 0   | 0   | 3   | 18 | 38 | -20 | 0   | Niet gekwalificeerd                                     |